# Stéréotype (imprimerie)
Pour les articles homonymes, voir stéréotype (homonymie).
En imprimerie, le stéréotype (étymologiquement, « type en relief ») est également appelé « cliché ». Il s’agit d'un terme spécifique à l'impression typographique, qui désigne la copie d'une forme imprimante en relief (composition de caractères typographiques, gravures — sur bois à l'origine —, ou une composition de texte et de gravure) : l'ensemble est recouvert de plâtre fin, lequel sert ensuite de moule pour l'alliage traditionnel plomb-antimoine qui reproduit donc la forme imprimante originelle. On peut ainsi multiplier les formes imprimantes pour imprimer rapidement de grands tirages de journaux.
Par un procédé identique, des moulages sur des feuilles souples, les « flans », permettaient d'obtenir des clichés cintrés adaptables aux cylindres d'impression des rotatives typographiques, qui imprimaient la majorité des journaux jusqu'à l'apparition de l'impression offset.
La qualité relativement faible (souvent due à leur usage intensif) des clichés ou stéréotypes a conduit à utiliser ces termes dans le sens figuré qui est le plus connu aujourd'hui : c’est le journaliste Walter Lippman qui a employé pour la première fois le mot dans son ouvrage Public Opinion, en 1922.
Des bibles datées de 1818 portent la mention « édition stéréotype »[réf. nécessaire].